# Henry Goodman
Henry Goodman (Londra, 23 aprile 1950) è un attore britannico.

## Biografia
Formatosi alla Royal Academy of Dramatic Art di Londra al fianco di Jonathan Pryce, ha recitato come caratterista in alcuni episodi della popolare serie poliziesca inglese The Bill. Ha vinto il premio Olivier come miglior attore nel 1993 per il suo ruolo nel musical di Stephen Sondheim Assassins e nel 2000 per il ruolo di Shylock nel Il mercante di Venezia, diretto da Trevor Nunn.
Altri ruoli includono: Wintergreen in Of Thee I Sing (Londra 1996), di Billy Flynn in Chicago (Londra 1997) e di Buddy a Follies. Partecipò alla produzione di Broadway di Nathan Lane The Producers nel 2001, ma la sua interpretazione di Max Bialystock incontrò la critica dei produttori dello spettacolo e venne sostituito da Brad Oscar. Inoltre ha interpretato Carl Buckner, padre del protagonista Matt (Elijah Wood), nel film Hooligans (2005).
Nel 2007 recita nel ruolo principale di Tevye nel revival di Joseph Stein di Fiddler on the Roof. Nel 2009, partecipa al film Il maledetto United, nella parte dell'uomo d'affari ebreo Manny Cussins, presidente del Leeds United.
Dal 2014 al 2015 interpreta nel MCU il dottor List, scienziato di alto rango dell'HYDRA, nella scena durante i titoli di coda di Captain America: The Winter Soldier, in tre episodi della serie televisiva Agents of S.H.I.E.L.D. e in Avengers: Age of Ultron.

## Filmografia parziale

### Cinema
- Queen of Hearts, regia di Jon Amiel (1989)
- Mary Reilly, regia di Stephen Frears (1996)
- Notting Hill, regia di Roger Michell (1999)
- Tu chiamami Peter (The Life and Death of Peter Sellers), regia di Stephen Hawkins (2004)
- Hooligans, regia di Lexi Alexander (2005)
- Il maledetto United (The Damned United), regia di Tom Hooper (2009)
- Captain America: The Winter Soldier, regia di Anthony e Joe Russo (2014) - non accreditato
- Woman in Gold, regia di Simon Curtis (2015)
- Avengers: Age of Ultron, regia di Joss Whedon (2015)
- De surprise, regia di Mike van Diem (2015)
- Il sapore del successo (Burnt), regia di John Wells (2015)
- El elegido, regia di Antonio Chavarrías (2016)
- Altamira, regia di Hugh Hudson (2016)
- The Limehouse Golem - Mistero sul Tamigi (The Limehouse Golem), regia di Juan Carlos Medina (2016)
- L'ora più bella (Their Finest), regia di Lone Scherfig (2016)
- Hunter Killer - Caccia negli abissi (Hunter Killer), regia di Donovan Marsh (2018)
- Steven Berkoff's Tell Tale Heart, regia di Stephen Cookson (2019)
- Vores mand i Amerika, regia di Christina Rosendahl (2020)
- Sundown, regia di Michel Franco (2021)
- Golda, regia di Guy Nattiv (2023)

### Televisione
- Zorro – serie TV, episodio 3x20 (1992)
- The Last Days of Lehman Brothers, regia di Michael Samuels – film TV (2009)
- Falcón – miniserie TV, 1 puntata (2013)
- L'ispettore Barnaby (Midsomer Murders) – serie TV, episodio 15x04 (2013)
- Yes, Prime Minister – serie TV, 6 episodi (2013)
- The Challenger, regia di James Hawes – film TV (2013)
- New Tricks - Nuove tracce per vecchie volpi (New Tricks) – serie TV, 1 episodio (2013)
- Nixon's the One – serie TV, 3 episodi (2013)
- Penny Dreadful – serie TV, 1 episodio (2014)
- Agents of S.H.I.E.L.D. – serie TV, 3 episodi (2015)
- London Spy – miniserie TV, 1 puntata (2015)
- Urban Myths – serie TV, 1 episodio (2017)
- Snatch – serie TV, 3 episodi (2017)
- Genius – serie TV, 3 episodi (2017)
- Agatha Christie - La serie infernale (The ABC Murders) – miniserie TV, 1 puntata (2018)
- The New Pope – serie TV, 8 episodi (2020)
- Soulmates – serie TV, 1 episodio (2020)
- The Regime - Il palazzo del potere (The Regime), regia di Stephen Frears e Jessica Hobbs – miniserie TV, 5 puntate (2024)

### Doppiatore
- Blackavar in La collina dei conigli

## Teatro (parziale)
- Enrico VIII, di William Shakespeare, regia di Howard Davies. Royal Shakespeare Theatre di Stratford-upon-Avon (1982)
- La commedia degli errori, di William Shakespeare, regia di Adrian Noble. Royal Shakespeare Theatre di Stratford-upon-Avon (1983)
- Volpone, di Ben Jonson, regia di Bill Alexander. Royal Shakespeare Theatre di Stratford-upon-Avon (1983)
- I diavoli, di John Whiting, regia di John Barton. Pit di Londra (1984)
- Enrico V, di William Shakespeare, regia di Adrian Noble. Barbican Centre di Londra (1985)
- Il racconto d'inverno, di William Shakespeare, regia di Terry Hands. Royal Shakespeare Theatre di Stratford-upon-Avon (1985)
- La gatta sul tetto che scotta, di Tennessee Williams, regia di Howard Davies. National Theatre di Londra (1988)
- Angels in America - Fantasia gay su temi nazionali, di Tony Kushner, regia di Declan Donnellan. National Theatre di Londra (1992)
- Assassins, libretto di John Weidman, colonna sonora di Stephen Sondheim, regia di Sam Mendes. Donmar Warehouse di Londra (1992)
- City of Angels, libretto di David Zippel e Larry Gelbart, colonna sonora di Cy Coleman, regia di Michael Blakemore. Prince of Wales Theatre di Londra (1993)
- Let 'Em Eat Cake, libretto di George S. Kaufman, Morrie Ryskind e Ira Gershwin, colonna sonora di George Gershwin, regia di Barry Wordsworth. Golders Green Hippodrome di Londra (1994)
- Vetri rotti, di Arthur Miller, regia di David Thacker. National Theatre di Londra (1994)
- Pericle, principe di Tiro, di William Shakespeare, regia di Phyllida Lloyd. National Theatre di Londra (1994)
- Guys and Dolls, libretto di Jo Swerling e Abe Burrows, colonna sonora di Frank Loesser, regia di Richard Eyre. National Theatre di Londra (1996)
- Of Thee I Sing, libretto di George S. Kaufman, Morrie Ryskind e Ira Gershwin, colonna sonora di George Gershwin, regia di Ian Marshall Fisher. Barbican Centre di Londra (1996)
- Chicago, libretto di Bob Fosse e Fred Ebb, colonna sonora di John Kander, regia di Walter Bobbie. Adelphi Theatre di Londra (1997)
- Art, di Yasmina Reza, regia di Matthew Warchus. Royale Theatre di Broadway (1998)
- Il mercante di Venezia, di William Shakespeare, regia di Trevor Nunn. National Theatre di Londra (1999)
- The Producers, libretto e colonna sonora di Mel Brooks, regia di Susan Stroman. Saint James Theatre di Broadway (2002)
- Follies, libretto di James Goldstone, colonna sonora di Stephen Sondheim, regia di Paul Kerryson. Royal Festival Hall di Londra (2002)
- Il Tartuffo, di Molière, regia di Joe Dowling. American Airlines Theatre di Broadway (2002)
- Riccardo III, di William Shakespeare, regia di Sean Holmes. Royal Shakespeare Theatre di Stratford-upon-Avon (2003)
- Fiddler on the Roof, libretto di Joseph Stein e Sheldon Harnick, colonna sonora di Jerry Bock, regia di Lindsay Posner. Savoy Theatre di Londra (2007)
- Duet for One, di Tom Kempiski, regia di Matthew Lloyd. Almeida Theatre di Londra (2009)
- Copenhagen, di Michael Frayn, regia di David Grindley. Lyceum Theatre di Sheffield (2012)
- La resistibile ascesa di Arturo Ui di Bertolt Brecht, regia di Jonathan Church. Minerva Theatre di Chichester (2012) e Duchess Theatre di Londra (2013)
- Volpone, di Ben Jonson, regia di Trevor Nunn. Swan Theatre di Stratford-upon-Avon (2015)
- Honour, di Joanna Murray-Smith, regia di Paul Robinson. Park Theatre di Londra (2018)
- Edmond de Bergerac, di Alexis Michalik, adattamento di Jeremy Sams. Cambridge Arts Theatre di Cambridge (2019)
- Assassinio sull'Orient Express da Agatha Christie, regia di Jonathan Church. Minerva Theatre di Chichester, Theate Royal di Bath (2022)

## Doppiatori italiani
Nelle versioni in italiano delle opere in cui ha recitato, Henry Goodman è stato doppiato da:
- Gianni Giuliano in Il maledetto United, Captain America: The Winter Soldier, Agents of S.H.I.E.L.D., Avengers: Age of Ultron, The New Pope, Soulmates
- Antonio Sanna in Mary Reilly
- Mino Caprio in Motel Woodstock
- Carlo Valli in Il sapore del successo
- Giorgio Locuratolo in Zorro
- Enrico Di Troia in Sundown
- Stefano De Sando in The Regime - Il palazzo del potere